# خطبه قاصعه
خطبه قاصِعَه بلندترین و طولانی‌ترین خطبه‌ای است که در کتاب نهج‌البلاغه وارد شده. علی بن ابی‌طالب در این خطبه عُمدتا به مذمّت رذائل اخلاقی نظیر تعصب، تکبر و غرور پرداخته و در این زمینه انسان را به عبرت گرفتن از سرنوشت شیطان و عدم پیروی از او دعوت می‌کند.

## وجه نام‌گذاری خطبه به قاصعه
حسینعلی منتظری دربارهٔ علت نام‌گذاری این خطبه به «قاصِعَه» احتمالاتی را بیان می‌کند، که بعضی از آن‌ها عبارت است از:
- «قَصَعَ» در لغت عرب به معنای «حَقَّرَ» باشد. در این صورت قاصعه به معنی «تحقیر کننده» می‌باشد. زیرا علی در این خطبه شیطان را تحقیر کرده و کوچک شمرده‌است.
- «قَصَعَ» در لغت عرب به معنای «اَزالَ» باشد. در این صورت قاصعه به معنی «از بین بَرنده» می‌باشد. زیرا این خطبه باعث از بین رفتن کبر و غرور در شخص متکبر و مغرور می‌گردد.[۲]

## شان نزول خطبه
تعصب جاهلی عرب علت بیان این خطابه از علی بن ابی‌طالب بود. چراکه کوفه از قبیله‌های گوناگونی تشکیل شده بود و هر قبیله خود را نسبت به قبیله دیگر برتر می‌دانست. کافی بود گذر یکی از افراد این قبیله به قبیله دیگری بخورد و بین ان‌ها ناراحتی به وجود بیاید. آنگاه یکی از آنان فریاد می‌زد (مثلاً می‌گفت: ای قبیله نخع!) و از قبیله خود طلب یاری می‌کرد، در این هنگام چند تن از آن قبیله به جهت یاری رساندن به هم‌قبیله خود می‌آمدند و آن شخص دیگر را می‌زدند. سپس او هم به قبیله خود برمی‌گشت و یاری می‌خواست. به این ترتیب قبیله‌ها به روی یکدیگر شمشیر می‌کشیدند و باعث کشته شدن تعدادی زیادی آدم می‌شدند. علی به جهت جلوگیری از این نوع فتنه و آشوب‌ها این خطبه را بیان کرد.

## بخشی از خطبه
علی بن ابی‌طالب در بخشی از این خطبه چنین می‌گوید:
... فَاعْتَبِرُوا بِمَا کَانَ مِنْ فِعْلِ اللَّهِ بِإِبْلِیسَ إِذْ أَحْبَطَ عَمَلَهُ الطَّوِیلَ وَ جَهْدَهُ الْجَهِیدَ وَ کَانَ قَدْ عَبَدَ اللَّهَ سِتَّةَ آلَافِ سَنَةٍ لَا یُدْرَی أَ مِنْ سِنِی الدُّنْیَا أَمْ مِنْ سِنِی الْآخِرَةِ عَنْ کِبْرِ سَاعَةٍ وَاحِدَةٍ فَمَنْ ذَا بَعْدَ إِبْلِیسَ یَسْلَمُ عَلَی اللَّهِ بِمِثْلِ مَعْصِیَتِهِ کَلَّا مَا کَانَ اللَّهُ سُبْحَانَهُ لِیُدْخِلَ الْجَنَّةَ بَشَراً بِأَمْرٍ أَخْرَجَ بِهِ مِنْهَا مَلَکاً إِنَّ حُکْمَهُ فِی أَهْلِ السَّمَاءِ وَ أَهْلِ الْأَرْضِ لَوَاحِدٌ وَ مَا بَیْنَ اللَّهِ وَ بَیْنَ أَحَدٍ مِنْ خَلْقِهِ هَوَادَةٌ فِی إِبَاحَةِ حِمًی حَرَّمَهُ عَلَی الْعَالَمِینَ. فَاحْذَرُوا عِبَادَ اللَّهِ عَدُوَّ اللَّهِ أَنْ یُعْدِیَکُمْ بِدَائِهِ وَ أَنْ یَسْتَفِزَّکُمْ بِنِدَائِهِ وَ أَنْ یُجْلِبَ عَلَیْکُمْ بِخَیْلِهِ وَ رَجِلِهِ فَلَعَمْرِی لَقَدْ فَوَّقَ لَکُمْ سَهْمَ الْوَعِیدِ وَ أَغْرَقَ إِلَیْکُمْ بِالنَّزْعِ الشَّدِیدِ وَ رَمَاکُمْ مِنْ مَکَانٍ قَرِیبٍ …
... از آنچه خدا به شیطان کرد پند گیرید، که کردار دراز مدت او را باطل گرداند و کوشش فراوان او بی ثمر ماند. او شش هزار سال با پرستش خدا زیست از سالیان دنیا یا آخرت دانسته نیست اما با ساعتی که تکبر کرد خدایش از بهشت بیرون آورد، و پس از ابلیس چه کسی ایمن است که خدا را چنان نافرمانی نکند؟ هرگز خدا انسانی را به بهشت درنیاورد به کاری که بدان کار، فرشته ای را از بهشت برون برد. فرمان خدا برای مردم آسمان و زمین یکی است، و میان خدا و هیچ‌یک از آفریدگانش در حلال شمردن آنچه بر جهانیان حرام دانسته، رخصتی نیست. پس بندگان خدا بپرهیزید اینکه شیطان شما را به بیماری خود مبتلا گرداند، و با بانگ خویش برانگیزاند و سوارگان و پیادگان خود را بر سر شما کشاند. به جانم سوگند که تیر تهدید را برایتان سوفار ساخته، و کمان را سخت کشیده و تاخته شما را نشانه کرده و از جای نزدیک تیر گمراهی بر شما افکنده …

## جایگاه خطبه
اهمیت و جایگاه این خطبه به قدری است که اکنون و بعد از حدود هزار و چهارصد سالی که از بیان آن می‌گذرد، بارها و بارها به زبان‌های مختلف مورد تحقیق، تفسیر و بررسی قرار گرفته و به عنوان موضوع چندین کتاب، مقاله و پایان‌نامه نیز انتخاب شده‌است.